# 문신 (그림)

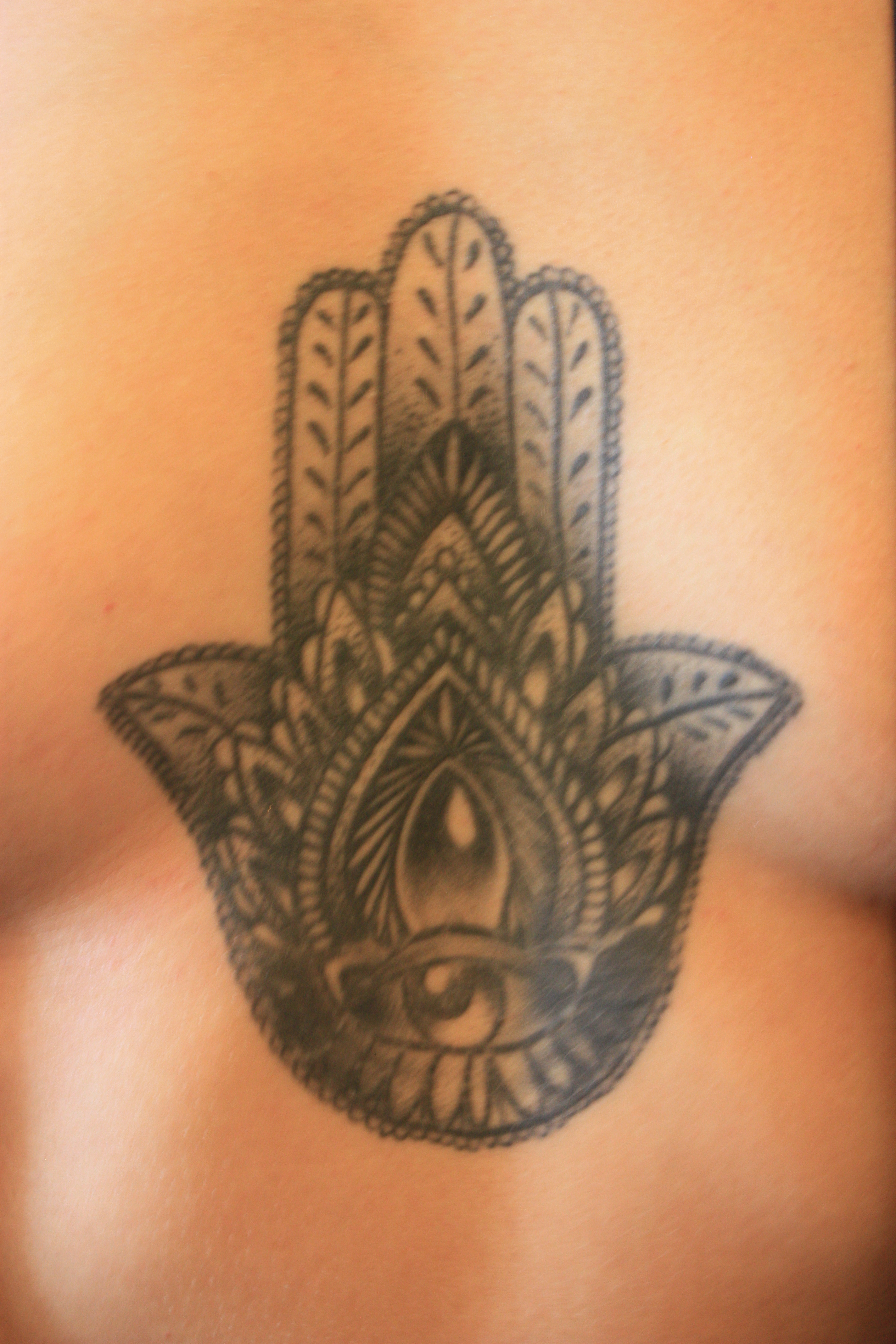
함사 문신

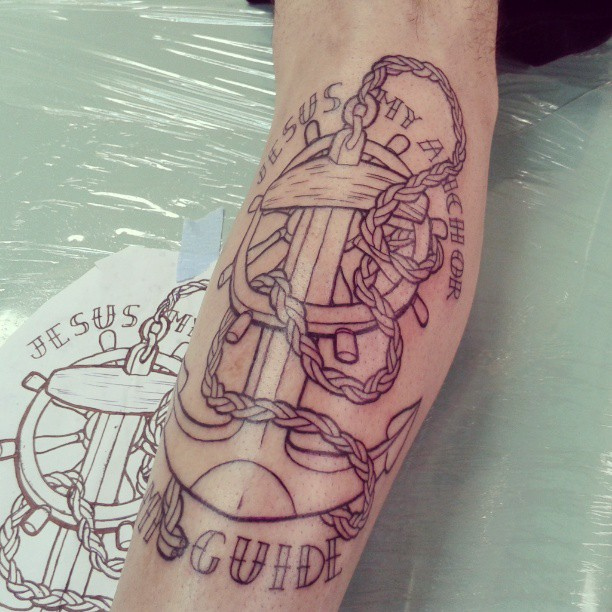
팔에 앵커의 문신.

문신(文身) 또는 타투(Tattoo)는 사람의 피부나 피하조직에 상처를 내고 색깔이 있는 잉크를 진피 속에 집어넣는 것으로 글자나 무늬 또는 그림을 새겨 넣는 것을 말한다. 동양에서의 문신은 먹을 사용한다고 해서 입묵(入墨), 또는 글자나 문양을 새겨 넣는다고해서 자문(刺文)이라 하였다. 타투라는 용어는 제임스 쿡(James Cook) 선장의 항해(1768~1771)에 동행한 영국의 박물학자 조세프 뱅크스(Joseph Banks)가 1769년 타히티(Tahiti)의 탐험일기에 기록한 이후 영국과 여타 유럽 지역으로 전파되었다. 이 말의 어원은 폴리네시아군도 타히의 언어 중 ‘tatau’에서 유래된 것으로 ‘치다’라는 뜻이다. 아랍어의 ‘daqq’와 유사한 의미를 가진다. ‘tatau’와 ‘daqq’ 는 작은 방망이를 이용하여 그 도구를 때리는 기술을 뜻한다.
최근에는 스티커(Sticker)로 피부 표면에 붙이기도 한다. 이 스티커는 타투 모양과 유사하지만 손에 붙이는 것이라서 불법이 아니다. 잘못하면 알러지도 생길 수 있지만 그런 경우는 매우 드물다. 보통 몸을 치장하는 목적으로 행해지나 가축에게는 도장을 찍어 상표나 확인용으로 사용되기도 한다. 운동 선수의 경우에는 기선 제압을 위해 문신을 하는 경우가 많다. 자기방어용으로 문신을 새기는 경우도 있다.

## 구별
신체에 글이나 그림을 새기는 서화 문신(영구 문신, tattoo)을 문신이라 하고, 미용 문신은 반영구 화장(permanent make up)이라고 부른다.

## 타투 스타일[4]
블랙앤그레이
블랙앤그레이는 검은색 잉크를 물에 희석하거나 하얀색 잉크로 명암을 조절하여 다양한 음영으로 그림을 표현한다는 것이 특징이다. 이 타투 스타일은 1970년대와 1980년대 교도소 시작되었다고 여겨지며 그 후에 대중화되었다.
보디슈트
보디슈트는 다른 타투에 비해 광범위한 타투스타일로, 일반적으로 유사한 패턴이나 스타일로 몸 전체를 덮는 것이 특징이다.
보르네오타투 스타일
보르네오 고대 부족들 중 일부에 의해 개발된 타투스타일이다. 두개의 막대를 사용하여 작업이 진행된다. 전통적인 보르네오 타투는 주로 잎, 동물, 과일, 나무와 같은 자연에 초점을 두고 디자인을 정한다. 1950년대와 1960년대에 보르네오의 많은 사람들이 기독교로 개종하여 전통적인 문신이 중단되었지만, 최근 젊음 사람들이 보르네오 디자인에 관심을 보이고있다.
올드스쿨
올드스쿨은 전통적인 미국타투스타일로 당시 기술력의 한계로 제한된 색상과 기법을 사용하고 테두리를 검은색으로 굵게 그리는 것이 특징이다. 색상은 일반적으로 노란색, 빨간색, 초록색, 검은색으로 제한되었었다.
뉴스쿨
올드스쿨에서 파생된 타투 스타일로 올드스쿨과 비슷하게 테두리는 검은색으로 굵게 그리지만 타투 기술의 발달로 올드스쿨보다는 좀더 다양한 색상들을 사용한다는 것이 특징이다. 나타내고자 하는 것을 좀더 과장하여 표현한다.
슬리브타투
크고 작은 문신들로 팔 전체를 덮는 스타일이다. 단순히 여러가지의 스타일의 타투로 팔을 덮는 것이 아니라 하나의 통일된 테마를 가지고 팔 전체를 덮는 것이 특징이다.
세일러타투
선원들에게 인기있었던 타투 스타일이다. 작업방식은 올드스쿨과 비슷하지만 세일러타투는 가슴 양쪽에 제비, 가슴쪽에는 항해선을, 팔에는 불가사리 등을 그리는 것이 특징이다. 지금은 선원이아닌 젊은 사람들사이에서도 인기있는 문신이다.
리얼리티타투
실사를 도안으로 사용한다. 세밀하고 높은 수준의 디테일을 필요로한다.
이레즈미타투
‘이레루(いれる)’와 ‘스미(すみ)’를 합친 단어로 ‘이레루’는 넣는다, ‘스미’는 먹물을 뜻한다. 일본의 민담이나 전설에 기초하여 귀신과 신선 같은 초자연적인 존재나 짐승 또는 자연을 묘사하는 것이 특징이다. 이레즈미타투는 일본 야쿠자를 상징하는 징표로 많이 사용되어 일명 야쿠자타투라고도 불린다.
레터링타투
그림을 그리는 것이아닌 글씨를 써넣는 스타일이다.
치카노타투
치카노는 멕시코계 미국 시민을 부르는 말로, 남성은 치카노(Chicano Xicano), 여성은 치카나(Chicana or Xicana)라고 한다. 1920년대와 1930년에 멕시코인들의 미국 이민 초창기에는 주로 멕시코인들을 비하하는 말로 사용되었다. 이 말이 널리 사용되기 시작한 것은 1960년대 말에서 1970년대 초, 멕시코계인들의 권리를 주장한 ‘치카노운동(The Chicano Movement or Chicano Cilvil Rights Movemont)’을 통해서이다. 비폭력주의였던 치카노 운동을 전개하는 과정에서 치카노 벽화도 탄생했다. 주로 해골이나 광대, 돈, 술, 여성 등 인간의 타락과 희로애락을 담은 치카노 벽화는 타투로 고스란히 전해졌다. 치카노타투 디자인에서도 주로 여자나 십자가, 자동차, 돈과 명예들이 함축된 표현이 많이 나타나고있다. 디자인을 대부분 블랙앤그레이로 표현한다.
커버업타투
커버업타투는 흉터나 점 또는 기존의 있던 타투 등을 가리기위해 그 위에 타투를 덮거나 흉터모양에 따라 여러 디자인을 내어 커버하는 타투이다.

## 타투 부작용
문신은 피부에 상처를 내고 물감을 넣어 글씨나 그림을 새기는 것이기 때문에 감염 및 알레르기 반응을 비롯한 건강상의 위험이 동반될수있다. 타투이스트는 일회용 도구를 사용하여 작업을 하거나 사용 후에 장비를 멸균하는 등 위생관리를 철저히하여 감염 위험을 줄이려 하고있다. 하지만 위생관리가 되지 않은 타투 도구로 작업을 받을경우 포진, 파상풍, 곰팡이 등의 질병을 유발할 수 있다. 면역에 의해서도 부작용이 일어나는 경우가 있다. 타투 잉크가 면역에 맞지 않는 사람의 경우 시술을 받고 난 뒤에 시술부위에 트러블이 생기기도한다. 또한 타투는 상처를 내야하는 시술이기 때문에 시술받고 나면 상처가 벌어진다. 그 사이로 세균이 침투하여 감염될수있다. 시술을 받은뒤에 상처관리를 소홀히 해도 염증, 감염등을 유발할 수 있기 때문에 시술받은 후 관리를 잘해야한다.

## 타투 관리법
타투관리법은 타투작업 직후부터 피부가 아물어서 타투작품이 완성되기까지의 기간 동안 타투에 손상이 가지 않고 아물게 하기 위해 하는 행동이다.타투아티스트의 실력, 작업스타일에 따라 조금씩 다르지만 큰 틀에서 올바른 타투관리법은 작업 후 바세린을 발라서 붓기를 최소화 시킨다.보통 삼십분에서 한시간 정도면 열감이나 쓰라림은 사라지고 바로 일상생활에 무리가 없다.타투 작업 부위는 항상 청결하게 유지해야하며 촉촉한 상태를 유지시킨다.비판텐이나 바세린을 보통 많이 사용하며 샤워는 가능하지만 물에 장시간 불리는것은 안된다.보통 타투가 아무는데에는 일주일가량 걸리며 관리를 소홀히 할 경우 치유되는 기간이 길어지거나 작품에 손상이 갈 수 있다.

## 문신과 일탈
과거 대한민국에서는 문신을 한 사람을 삼청교육대에 보내기도 하였다. 이처럼 일부 문화권에서는 문신이 일탈로써 여겨진다.
문신은 신체손상에 해당되어 병역법 제86조 위반이 된다

## 규정
프랑스는 2008년부터 문신과 피어싱에 대한 위생 규정을 시행하고 있다. 2013년 3월 6일, 프랑스는 빨강, 주황, 노랑 색소를 포함한 9가지 일반적인 색상 문신 잉크의 사용을 금지했다. 이 금지는 2014년 1월 1일부터 발효되었다. 프랑스의 문신 아티스트들은 국가 보건 안전청(ANSM)의 위생 및 안전 규정을 준수해야 한다. 규정을 위반할 경우 최대 1,500유로의 벌금을 부과받을 수 있다. 2022년 1월 4일, 유럽 연합은 빨강, 주황, 노랑 색소가 포함된 25가지 문신 잉크의 사용을 금지했다.

## 같이 보기
- 헤나